# Tuffi ai XVIII Giochi panamericani - Trampolino 3 metri femminile
Il concorso dei tuffi dal trampolino 3 metri femminile dei XVIII Giochi panamericani si è svolto il 4 e 5 agosto 2019 presso il Centro aquatico di Lima in Perù.

## Programma
| Data          | Ora   | Evento      |
| ------------- | ----- | ----------- |
| 4 agosto 2019 | 10:00 | Preliminare |
| 5 agosto 2019 | 19:00 | Finale      |

## Risultati
In verde sono contraddistinti i finalisti.
| Class   | Atleta                  | Natione     | Preliminare | Preliminare | Finale | Finale |
| Class   | Atleta                  | Natione     | Punti       | Class       | Punti  | Class  |
| ------- | ----------------------- | ----------- | ----------- | ----------- | ------ | ------ |
| Oro     | Jennifer Abel           | Canada      | 352.35      | 1           | 374.25 | 1      |
| Argento | Dolores Hernández       | Messico     | 280.35      | 7           | 339.60 | 2      |
| Bronzo  | Brooke Schultz          | Stati Uniti | 313.75      | 3           | 334.85 | 3      |
| 4       | Pamela Ware             | Canada      | 318.60      | 2           | 330.60 | 4      |
| 5       | Sarah Bacon             | Stati Uniti | 305.10      | 4           | 317.30 | 5      |
| 6       | Luana Wanderley         | Brasile     | 289.65      | 5           | 296.45 | 6      |
| 7       | Diana Pineda            | Colombia    | 279.40      | 8           | 274.35 | 7      |
| 8       | Viviana Uribe           | Colombia    | 251.35      | 9           | 269.55 | 8      |
| 9       | Paola Espinosa          | Messico     | 286.20      | 6           | 264.30 | 9      |
| 10      | Alison Maillard         | Cile        | 244.70      | 11          | 253.45 | 10     |
| 11      | Juliana Veloso          | Brasile     | 234.80      | 12          | 246.85 | 11     |
| 12      | Anisley García          | Cuba        | 244.90      | 10          | 192.90 | 12     |
| 13      | Prisis Ruiz             | Cuba        | 209.15      | 13          |        |        |
| 14      | Wendy Espina            | Cile        | 203.40      | 14          |        |        |
| 15      | Mayte Salinas           | Perù        | 196.20      | 15          |        |        |
| 16      | Elizabeth Pérez Noguera | Venezuela   | 169.05      | 16          |        |        |